# 欧州会社法
欧州会社法（おうしゅうかいしゃほう、英: European Company Statute）は、欧州連合全域において事業展開する会社の設立、組織、運営及び管理について定めた法律である。この法律によって設立される会社を欧州会社(おうしゅうかいしゃ、ラテン語: Societas Europaea,SE)と呼ぶ。本法は、SEの設立方法や機関を規定する「欧州会社規則」とSEにおける従業員の経営関与のあり方を規定する「労働者関与指令」から構成される。

## 歴史
欧州域内の複数の国で活動する企業は、経済統合を目的とした欧州経済共同体の設立以後においても、各国ごとに会社を設立・登記する必要があり、制度の統一は大きな課題であった。EUは同時並行的に2つのアプローチを取っており、各国国内法の調和を図る会社法指令は、1968年の第1号から1989年に採択された第12号会社法指令まで整備が進められた。
統一された会社法の案は、1959年にロッテルダム大のサンダース教授によって最初に提案されたとされ、1970年6月に初めて提案された欧州会社法は、審議に30年を要したものの2001年10月8日に成立した。

## 構成

### 欧州会社規則
SEは以下の方法で設立することができる。(第2条)
1. 国境をまたぐ加盟国公開有限責任会社同士の合併
2. 国境をまたぐ加盟国有限責任会社間の共同親会社の設立
3. 国境をまたぐ加盟国企業の共同子会社としての設立
4. 加盟国会社のSEへの組織変更

SEの最低資本金は12万ユーロである。ただし、本拠地にした国の法令がそれ以上の資本金を規定している場合はそちらが適用される。(第4条)

### 労働者関与指令
SEは、従業員を経営に参加させなければならない。ただし、2種類の参加方法がある。
1972年の第5号会社法指令では、従業員500人以上の会社は、ドイツのコーポレートガバナンスを基にする経営機関（management board;
Leitungsorgan）と監督機関（supervisory board; Aufsichtsorgan）を分ける二層の企業経営へ統一が検討された。しかし、これは英国を中心とした加盟国より反対が相次いだ。1983年の変更提案では英国モデルの一層型の企業経営も選択肢に含まれたが採決に至らず、1991年の第3次提案を採択した。